# Minhang Kaifaqu
Minhang Kaifaqu (chiń. 闵行开发区站) – stacja końcowa metra w Szanghaju, na linii 5. Znajduje się za stacją Wenjing Lu. Została otwarta 25 listopada 2003.